# 156 (getal)
156 (honderdzesenvijftig) is het natuurlijke getal volgend op 155 en voorafgaand aan 157.

## In de wiskunde
156 is:
- een even getal.
- een overvloedig getal omdat de som van zijn delers groter is dan het dubbele van 156.
- een samenstelling van de priemfactoren 2, 3 en 13.

## Overig
- Het jaar 156 in de christelijke jaartelling.
- De term "156" kan worden gebruikt om naar een niet-specifiek aantal te verwijzen, bijvoorbeeld in informele gesprekken.